# Chery Arrizo 5 GT
Der Chery Arrizo 5 GT ist eine sportliche Stufenheck-Limousine des chinesischen Automobilherstellers Chery Automobile.

## Modellgeschichte
Angekündigt wurde der Wagen im Mai 2022. Seit September 2022 wird er auf dem chinesischen Heimatmarkt verkauft. Drei Ausstattungslinien stehen zur Verfügung. Als Konkurrenzmodelle zum Arrizo 5 GT werden unter anderem der Changan Uni-V und der GAC Trumpchi Empow genannt.

## Technische Daten
Angetrieben wurde die Limousine zum Marktstart von einem aufgeladenen 1,6-Liter-Ottomotor mit 145 kW (197 PS), der auch in einigen SUV des Herstellers zum Einsatz kommt. Das Fahrzeug hat Vorderradantrieb und ein 7-Stufen-Doppelkupplungsgetriebe. Die Höchstgeschwindigkeit wird mit 220 km/h angegeben, auf 100 km/h soll es aus dem Stand heraus in sechs Sekunden beschleunigen. Im Dezember 2022 wurde ein aufgeladener 1,5-Liter-Ottomotor mit 115 kW (156 PS) angekündigt, der im März 2023 in den Handel kam.
|                                            | 1.5T                   | 1.6T                             |
| ------------------------------------------ | ---------------------- | -------------------------------- |
| Bauzeitraum                                | seit 03/2023           | seit 09/2022                     |
| Motorkenndaten                             |                        |                                  |
| Motorart                                   | Ottomotor              | Ottomotor                        |
| Motorbauart                                | R4                     | R4                               |
| Motoraufladung                             | Turbolader             | Turbolader                       |
| Hubraum                                    | 1498 cm³               | 1598 cm³                         |
| max. Leistung bei min−1                    | 115 kW (156 PS) / 5500 | 145 kW (197 PS) / 5500           |
| max. Drehmoment bei min−1                  | 230 Nm / 1750–4000     | 290 Nm / 2000–4000               |
| Kraftübertragung                           |                        |                                  |
| Antrieb                                    | Vorderradantrieb       | Vorderradantrieb                 |
| Getriebe                                   | 5-Gang-Schaltgetriebe  | 7-Stufen-Doppelkupplungsgetriebe |
| Messwerte                                  |                        |                                  |
| Höchstgeschwindigkeit                      | 210 km/h               | 220 km/h                         |
| Beschleunigung, 0–100 km/h                 | k. A.                  | 6,0 s                            |
| Kraftstoffverbrauch auf 100 km, kombiniert | 7,1 l Super            | 6,6 l Super                      |
| Leergewicht                                | 1344 kg                | 1344 kg                          |
| Tankinhalt                                 | 48 l                   | 48 l                             |
| Abgasnorm                                  | China VIb              | China VIb                        |